# لازار يوفانوفيتش (لاعب رماية)
لازار يوفانوفيتش هو لاعب رماية (وحمل سابقاً جنسية يوغوسلافيا)، (و. 1904 – 1975 م).

## وصلات خارجية
- لازار يوفانوفيتش على موقع أوليمبيديا (الإنجليزية)